# Карпатські хвойні гірські ліси
Карпатські хвойні гірські ліси, також відомі як карпатські гірські ліси, — екорегіон хвойних лісів помірної зони в Карпатах у Чехії, Польщі, Словаччині, Україні та Румунії. Код за класифікацією WWF: PA0504.

## Географія
Екорегіон займає площу 125 337 км². На сусідніх низовинах він оточений екорегіонами помірних широколистяних та мішаних лісів. Центральноєвропейські мішані ліси лежать на півночі, сході та південному сході. Паннонські змішані ліси займають Паннонську рівнину та Трансильванію на заході та південному заході. Гори Апусени в Трансильванії утворюють останці. Балканські мішані ліси виступають невеликою смугою на південь, у західній Валахії.

## Флора
Поширення рослинних угруповань у Карпатах залежить від висотної зональності, з деякими варіаціями від ареалу до ареалу та з півночі на південь.
Передгірські ліси на висоті нижче 600—650 метрів сформовані переважно широколистяними деревними породами, головним чином дубом звичайним (Quercus robur), липою дрібнолистою (Tilia cordata) та грабом звичайним (Carpinus betulus) у північній частині ареалу та південними дубами — Quercus sessilis, Quercus cerris, Quercus pubescens та Quercus frainetto — у південній частині ареалу.
Хвойні гірські ліси поширені на висотах від 600 до 1100 метрів на півночі та на півдні від 650 до 1450 метрів. Бук лісовий (Fagus sylvatica) та ялиця біла (Abies alba) є характерними породами, поряд із смерекою європейською (Picea abies) та явором (Acer pseudoplatanus). Майже чисті деревостани європейського бука зустрічаються в деяких діапазонах, в тому числі Білих Карпат і Малих Карпат у західних Карпатах, Вигорлаті, Буковці і у Східних Бескидах гірських хребтів Східних Карпат, а також зони південних Карпат. В інших районах переважають хвойні породи — ялиця біла та смерека, включаючи гори Татри, Моравсько-Сілезькі Бескиди та Оравську Магуру в західних Карпатах та хребти Ґорґан та Бистрицького масиву румунських Східних Карпат.
У субальпійському поясі між 1100 і 1400 метрами на півночі та 1400 і 1900 метрами на півдні переважає смерека, з домішкою горобини звичайної (Sorbus aucuparia). На верхній межі лісу (1400 метрів на півночі та 1900 метрів на півдні) переважає сосна кедрова (Pinus cembra). У Татрах лісові ліси — це суміш сосни кедрової європейської та модрини європейської (Larix decidua). Криволісся зі стелюхів сосни гірської (Pinus mugo), вільхи зеленої (Alnus alnobetula subsp. Fruticosa), чагарників ялівцю звичайного та сибірського (Juniperus communis subsp. alpina) поширені над межею лісу. Вище від поясу субальпійських криволісь лежать альпійські луки з трав'яною та чагарничковою рослинністю. У горах Бескидах зони смерекових лісів немає взагалі, а карликові буки переходять безпосередньо до альпійських лук вище рівня 1200 метрів. Найвищі вершини — скелясті, з окремими рідкісними альпійськими рослинами та лишайниками.

## Фауна
Карпатські гірські ліси є одними з найбільш значних пристановищ у Центральній Європі для великих хижаків, зокрема бурого ведмедя (Ursus arctos), вовка (Canis lupus), євразійської рисі (Lynx lynx), європейської дикої кішки (Felis silvestris) та орла-беркута (Aquila chrysaetos). Козиця татранська (Rupicapra rupicapra tatrica) — підвид козиці звичайної — ендемічний для Татр. Невеликі популяції зубробізонів (Bison bonasus) вільно живуть у Карпатах. До інших великих рослиноїдних належать олень благородний (Cervus elaphus hippelaphus) та сарна європейська (Capreolus capreolus).

## Заповідні території
Оцінка 2017 року показала, що 29 488 км², або 24 %, екорегіону знаходиться в заповідних зонах. Серед заповідних територій — Національний парк Низькі Татри Муранська планина, Велика Фатра, Полонини в Словаччині, Національний парк Бещади в Польщі, Карпатський національний природний парк, Карпатський біосферний заповідник, Черемоський національний природний парк, заповідник Ґорґани, Національний природний парк Сколівські Бескиди, НПП «Синевир», Ужанський НПП в Україні, а також природний парк «Мармароські гори», Національний парк «Роднянські гори», Національний парк Келімані, природний парк Природний парк Гредішта-Мунчелулуй-Чокловіна та природний парк Апусені в Румунії.
Букові праліси Карпат та інших регіонів Європи є визнаним ЮНЕСКО об'єктом всесвітньої спадщини, який включає кілька старовинних букових лісових масивів у Карпатах, поряд з буковими лісами в інших частинах Європи.